# Terre dell’Alta Val d’Agri
Unter der Bezeichnung Terre dell’Alta Val d’Agri werden Rot- und Roséweine aus der süditalienischen Provinz Potenza (Basilikata) vertrieben. Die Weine besitzen seit 2003 eine „kontrollierte Herkunftsbezeichnung“ (Denominazione di origine controllata – DOC), die zuletzt am 7. März 2014 aktualisiert wurde.

## Anbau
Die Weine mit der Bezeichnung dürfen ausschließlich in den Gemeinden Viggiano, Grumento Nova und Moliterno in der Provinz Potenza angebaut und vinifiziert werden. Die Weinberge dürfen nicht über 800 m liegen.

## Herstellung
Folgende Weintypen werden hergestellt:
- Terre dell’Alta Val d’Agri Rosso und Terre dell’Alta Val d’Agri Rosso Riserva: mindestens 50 % Merlot und mind. 30 % Cabernet Sauvignon. Höchstens 20 % andere rote Rebsorten, die für den Anbau in der Region Basilikata zugelassen sind, dürfen zugesetzt werden.
- Terre dell’Alta Val d’Agri Rosato: mindestens 50 % Merlot, mind. 20 % Cabernet Sauvignon und mind. 10 % Malvasia Bianca di Basilicata. Höchstens 20 % andere rote und weiße Rebsorten, die für den Anbau in der Region Basilikata zugelassen sind, dürfen zugesetzt werden.

## Beschreibung
Laut Denominazion:

### Terre dell’Alta Val d’Agri Rosso und Rosso „Riserva“
- Farbe: rubinrot tendierend zu granatrot
- Geruch: angenehm, fruchtig
- Geschmack: harmonisch, rund, typisch, charakteristisch
- Alkoholgehalt: mindestens 12,0 Vol.-%, für „Riserva“ mindestens 12,5 Vol.-%
- Säuregehalt: mind. 4,5 g/l
- Trockenextrakt: mind. 19,0 g/l

### Terre dell’Alta Val d’Agri Rosato
- Farbe: rosé
- Geruch: charakteristisch, angenehm
- Geschmack: typisch, charakteristisch
- Alkoholgehalt: mindestens 11,5 Vol.-%
- Säuregehalt: mind. 4,5 g/l
- Trockenextrakt: mind. 19,0 g/l